# Niccolò Tornioli
Niccolò Tornioli (* nach 1598 in Siena; † 18. August 1651 in Rom) war ein italienischer Maler.

## Biografie

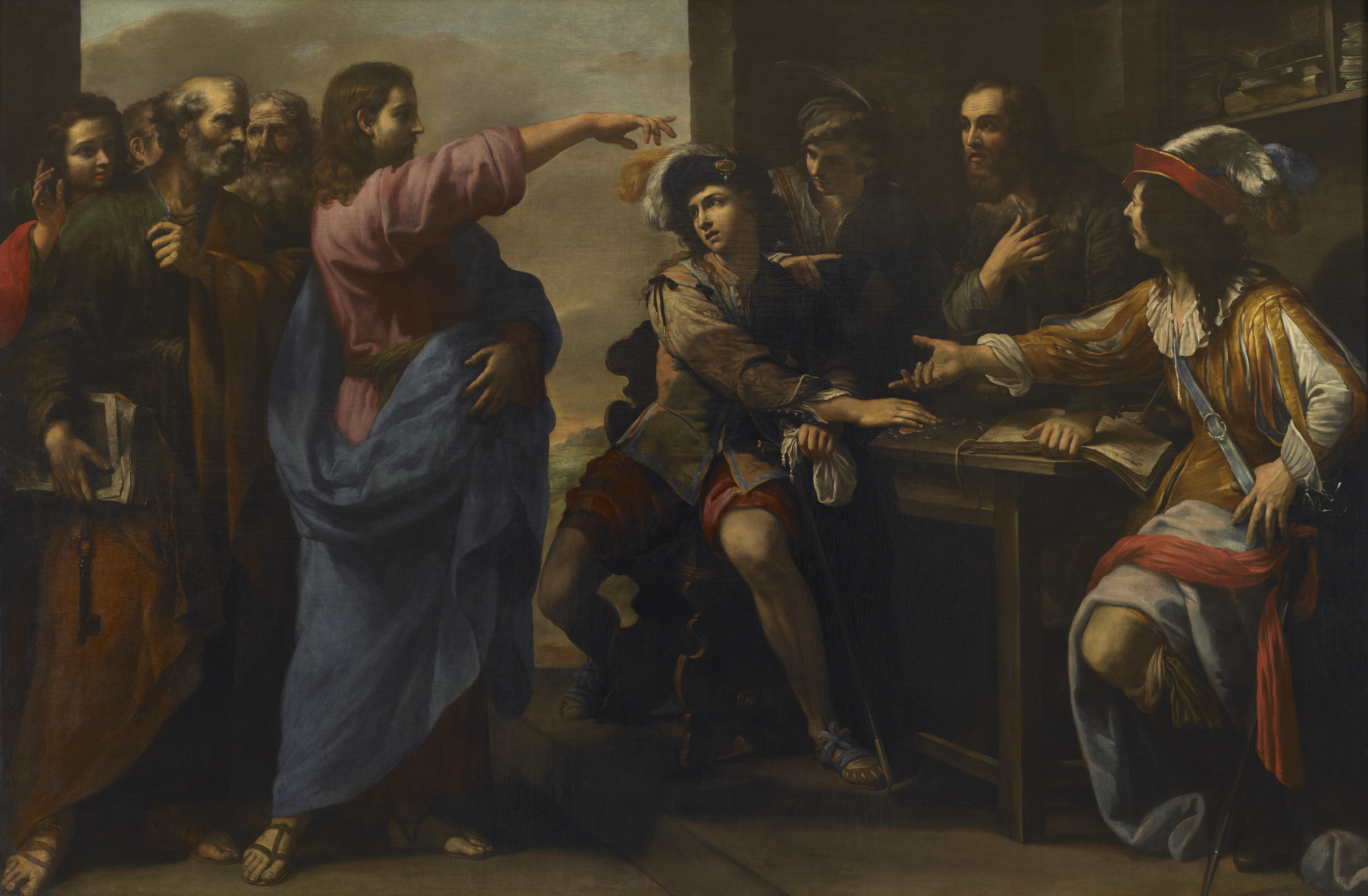
Berufung des heiligen Matthäus, Rouen

Er wurde in Siena als Sohn von Lorenzo Tornioli, „Wäger“ beim Stadtzoll, geboren. In seiner Heimatstadt wurde er ausgebildet und begann zu malen. Im Jahr 1635 zog er nach Rom. Dort freundete er sich mit dem Mitarbeiter von Agostino Tassi, Giovanni Antonio Galli, genannt „lo Spadarino“, und mit den Bildhauern Francesco Mochi und Alessandro Algardi an.
Die Reise nach Rom mit seinem Beschützer, dem späteren Kardinal (1670) Federico IV. Borromeo (1617–1673), brachte ihm nicht die erhofften Kundenkontakte. Deshalb verließ er im März 1636 Borromeo und stellte sich unter den Schutz von Kardinal Moritz von Savoyen (1593–1657), der ihn noch im selben Jahr mit einem Porträt von Kaiser Ferdinand III. und den pyrotechnischen Anlagen zu den Feierlichkeiten anlässlich seiner Thronbesteigung beauftragte. Für den Kardinal malte er auch „viele Bilder mit Geschichten und Wundern“, eine Madonna in Herrlichkeit mit den Seelen der Heiligen und einen Heiligen Michael, der nach Turin gesandt wurde.
1642 wechselte er in den Dienst von Kardinal Francesco Barberini (1597–1679), für den er ein Gemälde in der Kirche von Santa Petronilla in Siena malte, die 1689 durch einen Brand zerstört wurde. Für Barberini hat er eine weitere Madonna mit Kind gemalt, die sich 1686 im Besitz von Prinz Maffeo Barberini befand. Eine weitere unbekannte Arbeit wurde für den Kardinal Francesco Adriano Ceva ausgeführt.
1643 wandte er sich an die Kongregation der Chiesa Nuova (Santa Maria in Vallicella) und bat um ein kostenloses Gemälde zu Ehren des Heiligen Philipp Neri. So wurde ihm ein Fresko im Gewölbes eines Raumes hinter der Heiligenkapelle anvertraut, mit einem Oval im Zentrum mit einer Madonna, die den Heiligen Philipp zum Todeszeitpunkt heilt, das bei seinem Tod 1651 unvollendet blieb.
Unter den Oratorianern traf er Virgilio Spada (1596–1662), Bruder des Kardinals Bernardino Spada (1594–1661) und seit 1645 Leiter der Dombauhütte von St. Peter. Im selben Jahr kaufte der Kardinal sieben Gemälde von Tornioli für seine Sammlung und fügte später, wahrscheinlich nach dem Tod des Malers, drei weitere hinzu. 1645 kaufte Virgil selbst zwei weitere Gemälde, darunter einen Kain und Abel, die Papst Innozenz X. geschenkt wurden. Es folgten Arbeiten für die beiden Seiten der Cappella Spada in San Paolo Maggiore in Bologna.
Von Virgilio Spada erhielt er den Auftrag, die Kartons für die Mosaike in der Cappella del Santissimo Sacramento im Petersdom zu zeichnen, die zwischen 1647 und 1648 ausgeführt wurden. Der Auftrag wurde jedoch 1650 eingestellt, weil er die Mosaiksteine bemalt hatte, anstatt farbige zu verwenden. Die Empörung seines Protektors über die Täuschung beendete seine Karriere. Der Maler starb im folgenden Jahr und hinterließ seine Frau Cecilia Castelli und Tochter Francesca Maria.

## Werke

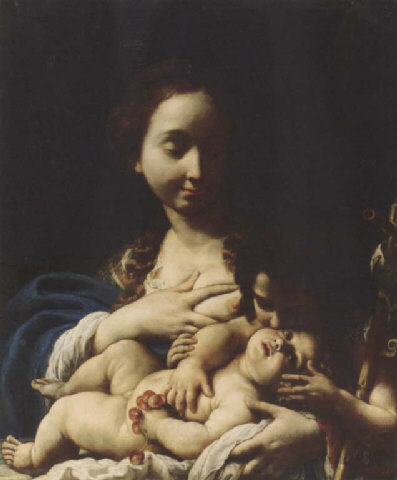
Die Jungfrau mit Kind und Johannes

- 1628: Prozessionsbanner der „Compagnia di San Giovannino sotto il Duomo“ von Siena, das einige Jahre später von Rutilio und Domenico Manetti neu bemalt wurde
- 1630: Entwurf für ein Altarbild mit der Verzückung des Seligen Gioacchino Piccolomini für die Basilica dei Servi (Pinacoteca di Siena), das später von Rutilio Manetti gemalt wurde
- 1631: Kreuzigung für den Altar der rechten Kapelle in der Kirche San Niccolò in Sasso
- 1630–1632: Madonna mit Kind, Heilige Maria Maddalena, Heiligen Josef und Heiligen Augustinus (Sammlung Chigi-Saracini)
- 1633–1634: Martyrium der Heiligen Lucia, Kapelle der Heiligen Lucia, Convento di Santa Maria a Ripa, Empoli
- 1634: Berufung des heiligen Matthäus, für die Zollbehörde von Siena
- 1635–1636: Vision des Heiligen Johannes in Patmos für Federico IV. Borromeo (heute in Mailand, Palazzo Marino, Uhrenraum)
- 1635–1636: Heiliger Sebastiano betreut von Heiliger Irene für Federico IV. Borromeo (heute in Mailand, Palazzo Marino, Uhrenraum)
- 1637: Porträt von Ferdinand III. auf dem Pferd im Auftrag von Kardinal Maurizio di Savoia[11]
- 1637–1642:
  - Madonna in Herrlichkeit mit den Seelen der Heiligen, im Auftrag von Kardinal Maurizio di Savoia für die vernichtete Turiner Kirche der Jungfrau von Suffragio, heute vielleicht in der Kirche von Sant’Agostino[12]
  - Heiliger Michael, im Auftrag von Kardinal Maurizio di Savoia für Turin[13]
- 1643–1651: Madonna die den Heiligen Philipp zum Todeszeitpunkt heilt, Fresko des Gewölbes eines Raumes hinter der Cappella del Santo in der Chiesa Nuova, ergänzt von anderen nach dem Tod des Malers
- 1643: sieben Bilder für die Sammlung von Kardinal Bernardino Spada:
  - Carità romana (Galleria Spada)
  - Madonna mit schlafenden Kind und Heiligen Josef (Galleria Spada)
  - Schlafende Magdalena (Italienische Botschaft in Ankara)
  - Heilige Verkündigung (Hauptaltar der Pfarrkirche Santissima Annunziata von Castel Viscardo[14])
  - Madonna mit Kind und Engeln, in der italienischen Botschaft in Berlin gelagert und im Zweiten Weltkrieg verloren
  - eine zweite Madonna mit schlafenden Kind und Heiligen Josef, verloren
  - Die Liebe, die unter den liberalen Künsten schläft, verloren
- 1645: Auftrag von Virgilio Spada:
  - Astronomen (Galleria Spada)
  - Kain und Abel, Geschenk an Papst Innozenz X. (Palazzo Doria-Pamphilj, Samtzimmer)[15]
- 1646: weiterer Kain und Abel, im Auftrag von Virgilio Spada für die Kapelle Spada der Kirche San Paolo Maggiore in Bologna und dort 1648 platziert
- 1647–1650: Kartons und Mosaike für die Kapelle Santissimo Sacramento im Petersdom (Taufe Christi, Salbung, Heiliges Öl, Buße) und Mosaik für das Kuppelfries
- 1648: Jakobs Kampf mit dem Engel, für die andere Seite der Kapella Spada in San Paolo Maggiore, Bologna
- Gemälde, die nach dem Tod des Malers durch den Kardinal Bernardino Spada gekauft wurden:
  - dritte Version von Kain tötet Abel (Galleria Spada, in der Sammlung seit 1652)
  - Opferung Mirtillos (Galleria Spada, in der Sammlung seit 1658)
  - Jesus vertreibt die Kaufleute aus dem Tempel (Palazzo Spada, Hauptgeschoss)

## Anmerkungen

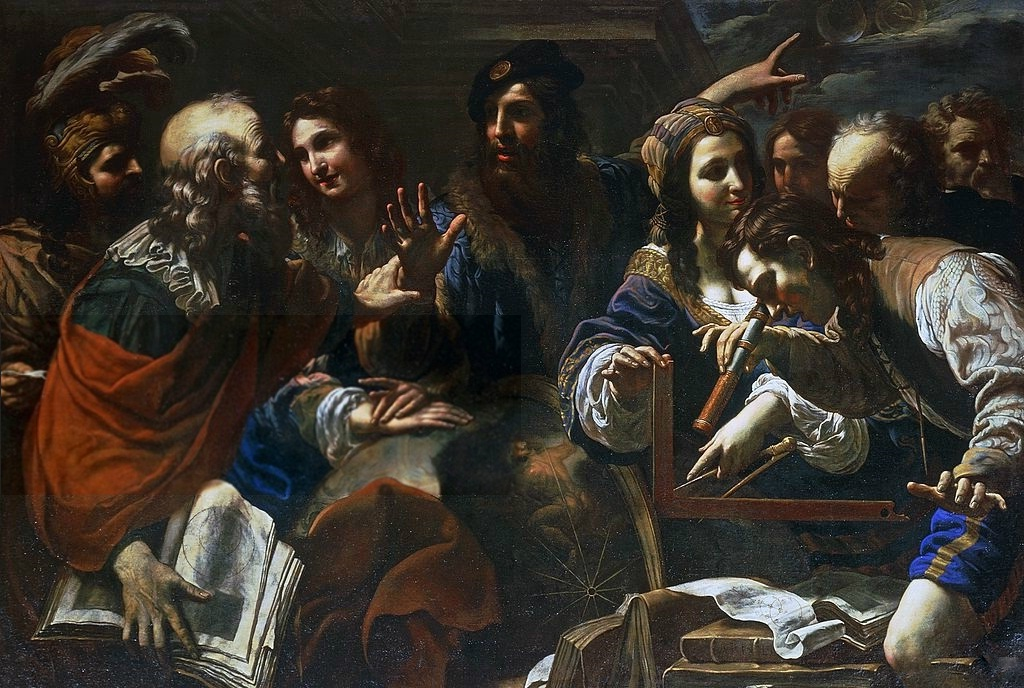
Astronomen